# Ich wurde geboren, aber…
Ich wurde geboren, aber… (japanisch 大人の見る繪本・生れてはみたけれど, Otona no miru ehon – Umarete wa mita keredomo) ist ein japanischer Film des Regisseurs Yasujirō Ozu aus dem Jahr 1932. Der Stummfilm mit japanischen Untertiteln ist der erste sozialkritische Film Ozus.

## Handlung

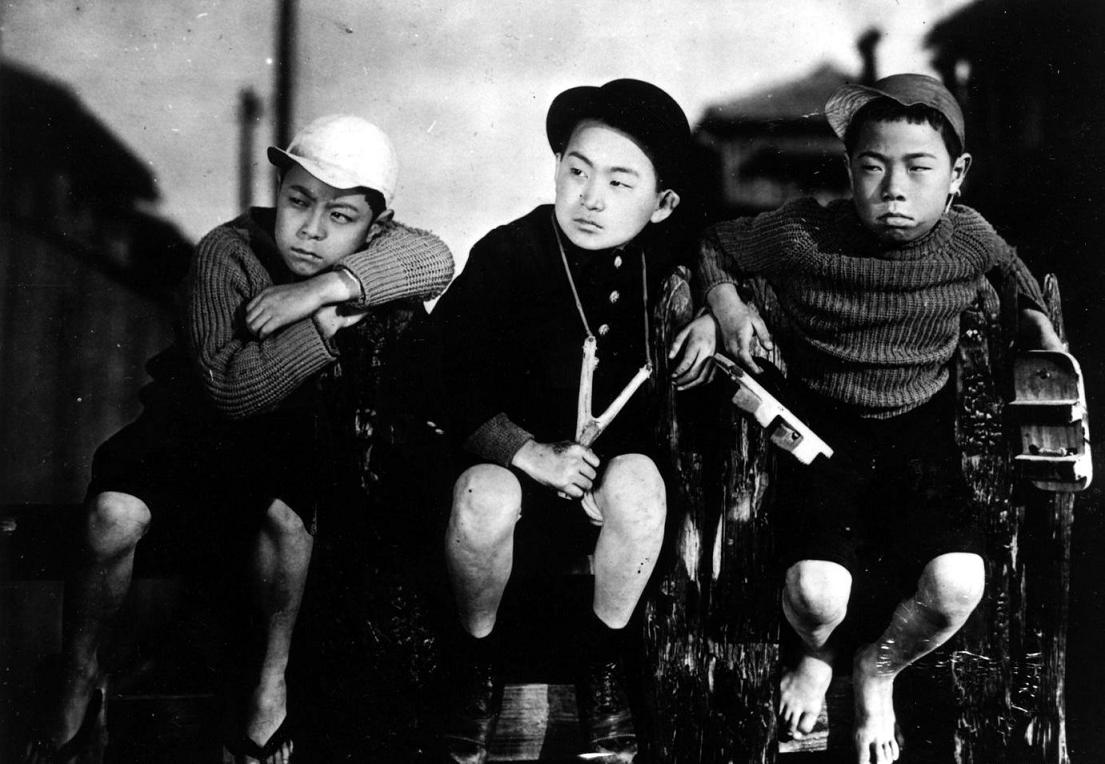
Filmszene

Der Film handelt von zwei Jungen, von Ryoichi und seinem jüngeren Bruder Keiji, die lernen müssen, mit dem Diktat der Gesellschaft zurechtzukommen. Sie müssen sich an die neue Umgebung in Tōkyō gewöhnen, an ihre Schule und an die Mitschüler. So nach und nach werden sie akzeptiert.
Die beiden wollen unbedingt ihrem Vater gefallen, verstehen aber nicht, dass sie nett zum Sohn Tarō des Firmenchefs sein müssen, unter dem er arbeitet. Der Sohn gehört zudem zu einer Gang in der Nachbarschaft, die die Umgebung quält, ist dabei längst nicht so clever und stark, wie sie es sind. 
Sie versuchen, die Beziehungen zwischen Unternehmern und Beschäftigten auszuloten und beginnen allmählich diese zu verstehen. Sie akzeptieren schließlich die Haltung der Erwachsenen, die vor allem der Position einer Person die Ehre erweist und weniger dessen Fähigkeit. So passen sie sich schließlich selbst an.

## Nachtrag
„Ich wurde geboren, aber …“ wird als erster Film mit sozialkritischem Inhalt innerhalb des japanischen Films gewürdigt. Eins der zentralen Themen ist die Spannung zwischen der Arbeit und dem Familienleben, auf das Ozu auch in späteren Filmen zurückkommt. Der Film hat aber auch seine komödiantischen Seiten mit dem Unfug, den die Jungen gelegentlich anstellen.
Ozu nahm das Thema 1959 wieder auf in dem Film  „Guten Morgen“.